# Géographie industrielle

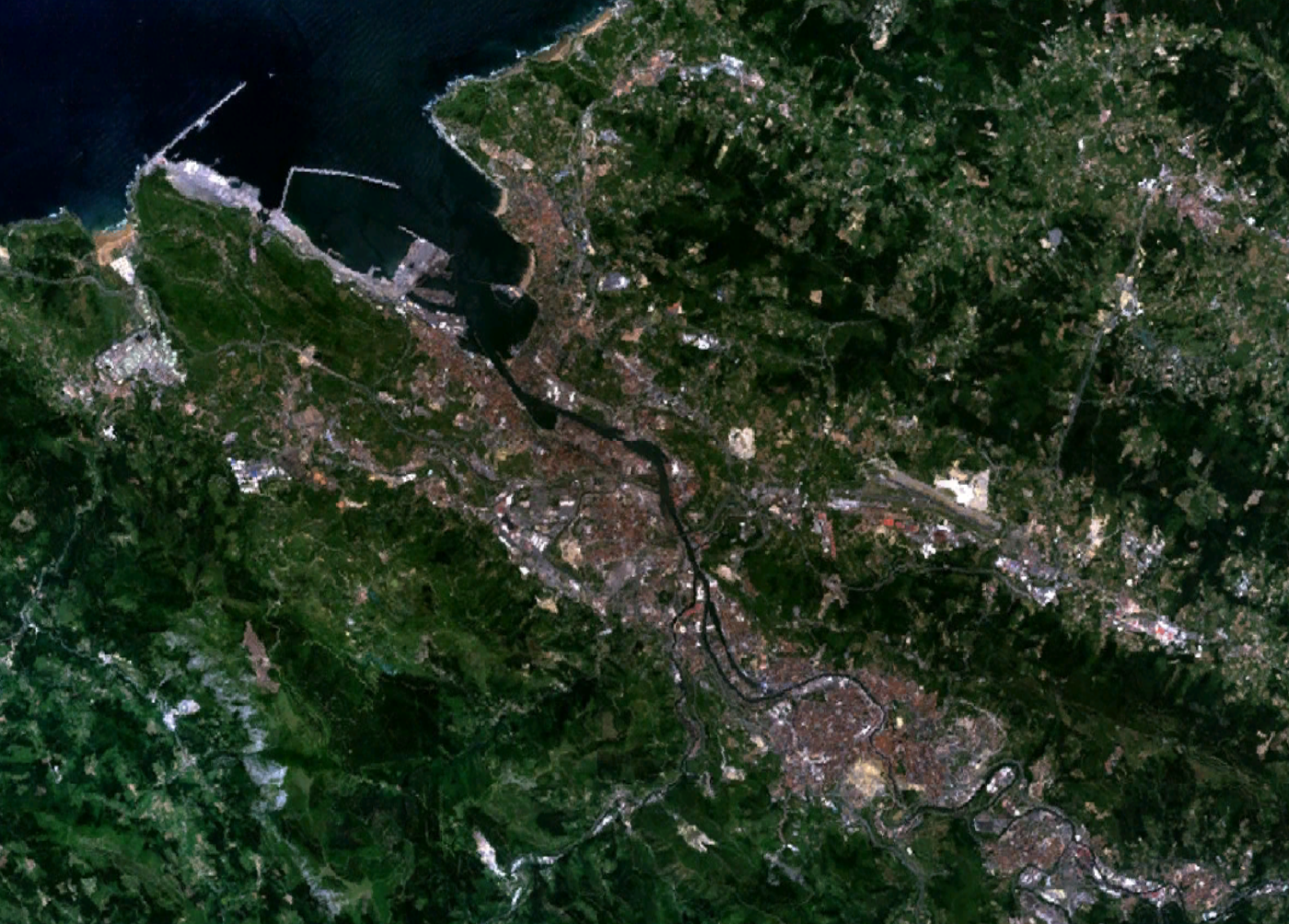
Métropole de Bilbao. La technopole, près de l'aéroport au centre à droite, a permis à la région de se reconvertir vers la haute technologie après une crise liée à la construction navale et aux activités minières

La géographie industrielle est une branche de la géographie économique. Elle étudie les phénomènes spatiaux liés à la présence d'industries et les industries elles-mêmes tenant en compte par exemple les critères de localisation et l'insertion des entreprises dans les réseaux et les systèmes. La nature et le nombre des industries présentes, vont définir le type d'espace sur lequel elles sont implantées.

## Grandes caractéristiques de la géographie industrielle aujourd'hui
La présence d'un grand nombre d'industries de transformation de matières premières est caractéristique des vieilles régions industrielles en déclin économique ou en reconversion. Leur répartition spatiale est liée à la présence de minerais, ou près des littoraux et des cours d'eau navigable, pour réduire les coûts de transport. À l'inverse les industries de haute technologie ont des règles de répartition plus souples et dépendantes surtout de la présence d'une main d'œuvre qualifiée et d'une concentration de centres de recherche scientifique et universitaires.
En règle générale, les entreprises choisissent la localisation optimale entre approvisionnements et marché, et celle-ci dépend des coûts de transport et de la main d'œuvre. Aujourd'hui, de plus en plus, consécutivement à la baisse des coûts de transport, on voit apparaître un éclatement de la chaîne de production. Les différents composants d'un produits peuvent être produits à des milliers de kilomètres de distance et ils sont ensuite acheminés vers l'unité d'assemblage du produit final. Cette unité dépend encore en grande partie de la proximité du marché de consommation.
La production s'est ainsi grandement affranchie des contraintes de l'espace. La localisation dépend en grande partie des politiques d'incitation fiscales, des dynamiques économiques d'un territoire, ou des coûts de production avantageux.

## Géographes de l'industrie
Parmi les géographes français, citons:
- Bernard Dézert - Professeur à l'Université de paris IV-Sorbonne, a préparé sa thèse d'État sur la Porte d'Alsace (1969).
- André Fischer - Professeur à l'Université de Paris I, il a étudié la dimension spatiale de l'activité industrielle. dans Industrie et espace géographique (1994), il fournit une introduction à la géographie industrielle (insertion de l'entreprise dans l'espace économique et géographique, effets du passage du système de production 'fordiste' au système 'flexible', aménagement industriel du territoire).
- Pierre George (1911-2006)- Professeur à l'Université de Paris, il a pris en compte les apports de l’économie, de la sociologie, de la démographie, en géographie. Plusieurs de ses ouvrages ou articles s'intéressent à l'industrie dont: Géographie industrielle du monde (1947), Précis de Géographie économique (1956).
- Raymond Guglielmo (1923-2011) - Maitre de conférences à l'Université de Paris VIII-Vincennes à Saint Denis, il a dirigé l’Équipe de Géographie industrielle du Laboratoire de Géographie humaine de Paris I dans les années 1970). Spécialiste des hydrocarbures (gaz naturel, pétrochimie), ses activités militantes l'ont fait s'intéresser aux fermetures d’aciéries en Lorraine, ou aux problèmes de Lip. Il a créé la revue Espace et luttes (1979-1980) où il publié un texte sur le redéploiement industriel en France (no 5, 1980).
- Jean-Marc Holtz - Professeur à l'Université de Perpignan. Auteur, notamment, d'une thèse sur la Ruhr (1989).
- Michel Phlipponneau (1921-2008) a notamment étudié, sur un demi-siècle, l'industrie dans la Région Bretagne.
- Claude Prêcheur - Professeur à l'Université, a préparé sa thèse d'État sur la sidérurgie Lorraine (1969).

### Quelques ouvrages (classement chronologique)
Parmi les ouvrages ou articles de géographes français, citons:
- Claude Prêcheur, La Lorraine sidérurgique, S.A.B.R.I., Paris, 1959, 651 p.
- M. Laferrère, Lyon ville industrielle, 1960, 541 p.
- Pierre George, 'Nécessités et difficultés d'une décentralisation industrielle en France', Annales de Géographie, vol. 70, no 377, 1961, p. 25-36.
- Bernard Dézert (1969), La Croissance industrielle et urbaine de la porte d'Alsace. Essai géographique sur la formation d'un espace régional, en fonction de l'attraction industrielle, 520 p.
- Guglielmo Raymond (1972), Le gaz naturel dans le monde, Presses universitaires de France, coll. Que sais-je ? no 896, 128 p. 2e édition.
- Raymond Guglielmo (dir.), 'Recherches de Géographie industrielle', Mémoire et Documents du SDCG, vol. 14, nouvelle série. CNRS, Paris, 1973 (publié le 1er janvier 1975)  (ISBN 978-2-222-01678-6), 21 × 27 cm, 300 p.
- Jalabert Guy, Les Industries aéronautiques et spatiales en France, Privat, Toulouse, 1974, 520 p.
- Bakis Henry, 'La sous-traitance dans l'industrie', Annales de Géographie, Paris, 1975, p. 297-317.
- Hammel Étienne, L'industrie de transformation des matières plastiques en France, Université de Paris I-Panthéon Sorbonne, 1975, 1104 p.
- Henry Bakis, IBM. Une multinationale régionale, Presses universitaires de Grenoble, 1977, 205 p.  (ISBN 2-7061-0099-0)
- Suzanne Savey, L'industrie française de l'aluminium en France et à l'étranger, Service de reproduction des thèses, Université de Lille, 1977
- Marie-Françoise Gribet, L'activité industrielle dans le Val de Loire entre Digoin et l’Agglomération de Nevers, Université de Paris I-Panthéon Sorbonne, 1978, 910 p.
- Pierre Mazataud, Les Constructeurs de matériel informatique en France, Mémoires de la Section de géographie, Comité des travaux historiques et scientifiques, Bibliothèque nationale, Paris, 1978, 331 p.  (ISBN 2-7177-1442-1)
- Henry Bakis et Raymond Guglielmo, La pétrochimie dans le monde, Presses universitaires de France, coll. Que sais-je ? no 787, 1979, 3e édition mise à jour et entièrement refondue.
- Raymond Guglielmo, 'Redéploiement', Espace et Luttes, no 5, 1980, 43 p., fig., photogr.  (ISSN 0183-6013)
- Holtz Jean-Marc, La Ruhr : crise, reconversion et dynamique régionale, Lille, 1989, A.N.R.T
- Bakis Henry et Yolande Combès, Vers l'entreprise réseaux: chocs de culture, Annales des Télécommunications, T. 46, no 11-12, 1991, p. 620-631, Issy-les-Moulineaux, CNET
- Georges Benko, Géographie des technopôles, Paris, Masson, 1991, 224 p.
- Georges Benko et Alain Lipietz (dir.), 'Les régions qui gagnent. Districts et réseaux : les nouveaux paradigmes de la géographie économique', Paris, PUF, 1992, 424 p.
- Michel Phlipponneau, Le modèle industriel breton 1950-2000, Presses Universitaires de Rennes, 1993, 419 p.
- André Fischer, Industrie et espace géographique - Introduction à la géographie industrielle, Paris, Masson, 1994, 138 p.  (ISBN 2-225-84464-X)
- Georges Benko Alain Lipietz (dir.), La richesse des régions. La nouvelle géographie socio-économique, Paris, PUF, 2000, 564 p.
- Solange Montagné Villette, 'Le secondaire est-il soluble dans le tertiaire?', Annales de Géographie, no 617, 2001, pages 22–37
- Holtz Jean-Marc, contribution à: L'industrie dans la nouvelle économie mondiale, XI-450 p. (avec Jean-Pierre Houssel & Julien Manteau), Presses Universitaires de France, Paris, 2002  (ISBN 2-13-052235-1)
- Sylvie Daviet, « Trente ans de géographie industrielle dans les Annales de géographie (1970-1999)//Thirty years of industrial geography in the Annales de géographie, 1970-1999 », Annales de géographie, vol. 114, no 641,‎ 2005, p. 73–92 (DOI 10.3406/geo.2005.1598, lire en ligne, consulté le 12 décembre 2020).
- Michel Grosseti, Jean-Marc Zuliani, Régis Guillaume, 'La spécialisation cognitive. Les systèmes locaux de compétences en Midi Pyrénées', in Les Annales de la Recherche Urbaine, no 101, p 22-31.
- Raymond Guglielmo, Pierre George, promoteur de la géographie industrielle', Cahiers de géographie du Québec, vol. 52, no 146, septembre 2008, p. 255-259  (ISSN 0007-9766 et 1708-8968)
- Bernard Alain JM., « Industrie », in Jacques Lévy, Michel Lussault, Dictionnaire de la Géographie et de l'Espace des Sociétés, 2013, p. 545-550.
- Veltz Pierre, La société hyperindustrielle. Le nouveau capitalisme productif, Seuil, 2017.